# مالكوم كار كولير
مالكوم كار كولير (بالإنجليزية: Malcolm Carr Collier)‏ هي عالمة الإنسان أمريكية، ولدت في 1908، وتوفيت في 1983.